# Radomir Konstantinović
Œuvres principales
- Mišolovka (1956)
- Izlazak (1960)
- Filozofija palanke (1969)
- Être et langage (1983)

Radomir Konstantinović (en serbe cyrillique : Радомир Константиновић ; né le 27 mars 1928 à Subotica et mort le 27 octobre 2011 à Belgrade) est un écrivain et un philosophe serbe.

## Biographie
Konstantinović a commencé à écrire en tant que poète, avec Kuća bez krova" (La Maison sans toit), en 1951. En tant que romancier, il a été récompensé par le prestigieux prix NIN en 1960 pour Izlazak (Exode). Parmi les ouvrages philosophiques, Filozofija palanke, que l'on pourrait traduitre par « Philosophie de bourg », « Philosophie de village » ou « Philosophie de province », est considéré comme l'un de ses plus importants ; il y décrit un esprit de village, provincial et prétentieux, replié sur lui-même, qui conduit inévitablement vers le nationalisme ; l'ouvrage a été publié en 1969.

## Œuvres
Poésie
- Zbirke pesama
- Kuća bez krova, 1951.

Romans
- Daj nam danas (« Donne-moi aujourd'hui »), 1954.
- Mišolovka (« La Souricière »), 1956.
- Čisti i prljavi (« Propres et sales »), 1958.
- Izlazak, 1960.

Essais et écrits théoriques

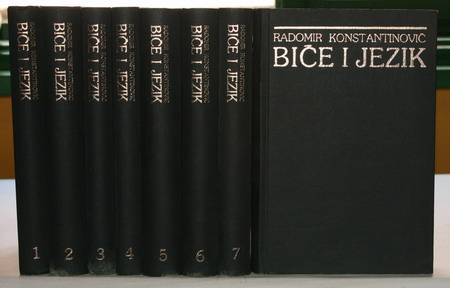
Être et langage

- Ahasfer ili traktak o pivskoj flaši, 1964.
- Pentagram, beleške iz hotelske sobe, 1966.
- Filozofija palanke, 1969.
- Biće i jezik u iskustvu pesnika srpke kulture dvadesetog veka, osam knjiga (Être et langage dans la culture des poètes serbes du XXe siècle), 8 volumes, 1983.
- Dekartova smrt, 1996.
- Beket prijatelj, 2000.